# Santa Catarina, kommun Nuevo León
Santa Catarina är en kommun i Mexiko.   Den ligger i delstaten Nuevo León, i den centrala delen av landet, 700 km norr om huvudstaden Mexico City. Antalet invånare är 259 202. Arean är 985 kvadratkilometer.
Terrängen i Santa Catarina är varierad.
Följande samhällen finns i Santa Catarina:
- Santa Catarina